# Rachel Unitt
Rachel Unitt (née le 5 juin 1982) est une joueuse de football anglaise. Elle joue actuellement au poste de défenseur pour le club de London Bees (en) qui évolue en FA Women's Championship.

## Biographie
Unitt commence sa carrière dans l'équipe de Wolves Women (en). En 2003, elle signe pour Everton après une période à Fulham avec qui elle gagne les trois titres nationaux (championnat, coupe d'Angleterre et coupe de la Ligue) lors de la saison 2002-2003. En 2004, elle reçoit le titre de joueuse internationale de l'année au FA Women's Football Awards.
Unitt marque son premier but en équipe nationale en septembre 2004 contre les Pays-Bas.
En juillet 2005, avec sa compatriote Rachel Yankey, Rachel Unitt rejoint le club américain des Wildcats du New Jersey pour les sept derniers matchs de la saison. Les Wildcats gagnent alors le championnat de la W-League en battant les Fury d'Ottawa par 3 buts à 0. Unitt marque d'ailleurs le premier but du match.
Lors de la saison 2005-2006, elle est titulaire aussi bien avec l'Angleterre qu'avec Everton. Elle est ainsi élue Joueuse Anglaise de l'année.
En septembre 2007, elle participe à la Coupe du monde féminine de football 2007, après avoir été désignée par la sélectionneuse Hope Powell. La compétition se dispute en Chine.
Le 30 janvier 2014 elle rejoint Notts County.
Rachel Unitt est sponsorisée par Puma.

## Palmarès
- Vainqueur de la W-League en 2005 avec les Wildcats du New Jersey
- Championne d'Angleterre en 2003 avec Fulham Ladies
- Vainqueur de la Coupe d'Angleterre en 2002 et 2003 avec Fulham Ladies
- Vainqueur de Coupe d'Angleterre en 2010 avec Everton Ladies
- Vainqueur de Coupe d'Angleterre en 2012 avec Birmingham City Ladies
- Vainqueur de la Coupe de la Ligue en 2002 et 2003 avec Fulham Ladies
- Vainqueur de la Coupe de la Ligue en 2008 avec Everton Ladies
- Vainqueur du Community Shield en 2003 et 2004 avec Fulham Ladies
- Trophée FA International Player of the Year : saisons 2003-2004 et 2005-2006